# Joop Pollmann
Josef Johannes Antonius (Joop) Pollmann (Leiden, 10 juni 1922 – vermoedelijk Daaibooibaai (Curaçao), 24 januari 1978) was een Nederlands journalist. Hij was de vader van de Nederlandse striptekenaar Peter Pontiac, en van de journalist en stripspecialist Joost Pollmann.
Joop Pollmann dient niet te worden verward met de Nederlandse literatuurwetenschapper en etnomusicoloog Jop Pollmann (1902-1972).

## Biografie
Pollmann werd geboren als zoon van Paul Pollmann, die in Leiden een winkel in religieuze artikelen dreef, Magazijn Sint Jozef. Zijn grootvader Joseph Pollmann was in 1873 uit Duitsland naar Leiden gevlucht om aan de Pruisische dienstplicht te ontkomen, en had drie winkels gesticht, voor iedere zoon een.
Zijn oom Gerard Pollmann, die een winkel in huishoudelijke apparaten dreef, werd al vroeg lid van de NSB, en later van de WA en de Landwacht. Hij had veel invloed op de jonge Pollmann, die al op de middelbare school lid van de NSB wilde worden. Zijn vader en de directeur van zijn school wisten dat te verhinderen.
Pollmann werd in 1939 gemeenteambtenaar te Leiden. Na de Duitse inval in Nederland werd hij lid van het Zwart Front van Arnold Meijer en in 1941 lid van de NSB. In 1943 trad Pollmann op 20-jarige leeftijd toe tot de Waffen-SS. Hij werd opgeleid tot oorlogsverslaggever en vertrok naar het oostfront, waar hij bij Leningrad gewond raakte. Na D-Day was hij oorlogsverslaggever in Normandië. Pollmann trok met de Duitse troepen terug naar België, waar hij deserteerde om naar Leiden terug te keren. Na de oorlog werd hij in Kamp Duindorp geïnterneerd en tot vier jaar gevangenisstraf veroordeeld wegens landverraad. Vooral zijn toespraken waarin hij Nederlandse dwangarbeiders voor de strijd tegen het bolsjewisme had proberen te ronselen werden hem kwalijk genomen.
In 1948 kwam Pollmann vrij. Tijdens zijn gevangenschap had hij een vrouw leren kennen, Tine Vroom, die eveneens lid van de NSB was geweest. Pollmann trouwde met haar, en werd journalist; aanvankelijk bij een streekkrant in Beverwijk. In 1951 werd te Beverwijk zijn zoon Peter geboren. Er zouden nog vier kinderen volgen.
Later was Pollmann journalist bij Libelle, waar hij onder andere de horoscoop schreef, Elegance, en Story.
Daarnaast was hij werkzaam als vertaler. Pollmann vertaalde onder andere A streetcar named Desire van Tennessee Williams, en The growth of Marie Louise van John Le Carré, en een detective uit het Engels. Met zijn vrouw Tine Pollman stelde hij een etiquetteboek en een gezondheidsboek samen.
Eind jaren zeventig viel zijn leven geheel uiteen. Pollmann begon veel te drinken, kreeg een auto-ongeluk, werd bij Story ontslagen als journalist, en scheidde van zijn vrouw.
In januari 1978 was Pollmann op Curaçao. Hij huurde er een auto waarmee hij op 24 januari naar de Daaibooibaai reed. Daar werd de 55-jarige Pollmann omstreeks het middaguur voor het laatst gezien, terwijl hij tot zijn knieën in het water stond. De huurauto werd later leeg aangetroffen, met de sleutel in het contactslot. Van Pollmann werd niets meer vernomen. In 1983 en 1984 werd hij middels advertenties in de Volkskrant en Amigoe meerdere malen opgeroepen op een zitting van de rechtbank te Den Haag te verschijnen "om van zijn in leven zijn te doen blijken", maar hij bleef onvindbaar. Aangenomen wordt dat hij in de Daaibooibaai is verdronken. Een broer van Pollmann was al eerder de zee in gelopen.

## Kraut
Peter Pontiac verhaalt de geschiedenis van Joop Pollmann in de graphic novel Kraut die in 2000 verscheen bij Podium. Deze biografiek heeft de vorm van een geïllustreerde brief van Pontiac aan zijn vader.
Joop Pollmann wordt ook besproken door Gerard Groeneveld in het boek Kriegsberichter, uitgegeven door Uitgeverij Vantilt in 2004.